# أحمد بن دحيم
أَحْمَدُ بْنُ دُحَيْمٍ بْنِ خَلِيلٍ بْنِ عَبْدِ الجَبَّارِ بْنِ حَرْبٍ، كان يُكنّى: أَبَا عُمَرَ، وهو المعروف بـأَحْمَدَ بْنُ دُحَيْمٍ. كان من أهل قرطبة، وَلاَّهُ النَّاصِرُ أَحْكَامَ القَضَاءِ بطُلَيْطِلَةَ. وكان مُعْتَنِيًا بِالآثَارِ، جامِعًا لِلسُّنَنِ، ثِقةً فِيمَا رَوَى. ولد في شوال 278  هـ، وتوفّي جرّاء الطَّاعُونِ في 5 شعبان 338  هـ.

## تعلمه
سمع: من عُبَيْدِ الله بن يحيى وسعيد بن عُثمانَ الأعْناقيِّ وسَعِيدٍ بْنِ خُمَيْرٍ وطاهر بن عبد العزيز، وأبي صالح، وجماعةٍ سواهم. ورحل إلى المشرق عام 315  هـ، ووصل إلى بغداد بالعراق، فسمعَ من عبد الله بن محمد بن عبد العزيز البغوي ابن بنتِ مَنيعٍ، ومن يحيى بن محمد بن صاعد، ومن مُحَمَّدٍ بْنِ مَخْلَدٍ العَطَّارِ. وسمع من إبراهيم بن حَمَّاد بن أخي القاضي: إسماعِيل بن إسحاقَ، كَتَبَ عنهُ كتابَ عمِّه في أحكام القرآن.

## تلاميذه
أخذه عنه عُبَيْدُ اللهِ بنُ الوَليدِ المُعيطيُّ، ومحمد بن إسحاق بن السليم، وغيرُهما.

## قضاؤه
ولاّه النَّاصِرُ أَحْكَامَ القَضَاءِ بطُلَيْطِلَةَ، ولم يَزَلْ قَاضِيًا إلى أن توفّي جرّاء الطَّاعُونِ في 5 شعبان 338  هـ.